# Alt-Mariendorf (metrostation)
Alt-Mariendorf is een station van de metro van Berlijn, gelegen onder de Mariendorfer Damm in de oude dorpskern van het Berlijnse stadsdeel Mariendorf. Het metrostation werd geopend op 28 februari 1966 en is sindsdien het zuidelijke eindpunt van lijn U6. Station Alt-Mariendorf is een belangrijk overstappunt tussen de metro en diverse buslijnen naar het zuiden van de stad.
Reeds voor de Tweede Wereldoorlog bestonden er plannen voor een verlenging van lijn C (de huidige U6) naar Mariendorf. In de jaren 1930 bouwde men een tweetal tunnelstukken, die nog lang ongebruikt zouden blijven. In 1961 begon de daadwerkelijke aanleg van het traject, dat na een bouwtijd van 5 jaar het nieuwe eindpunt Alt-Mariendorf bereikte. Lange tijd was een verdere verlenging van de lijn via het Mariendorfse hippodroom naar Lichtenrade voorzien. Vanwege een gebrek aan financiële middelen en de relatief dunne bebouwing in dit deel van de stad heeft dit project nooit prioriteit gekregen. De U6 geldt als voltooid.

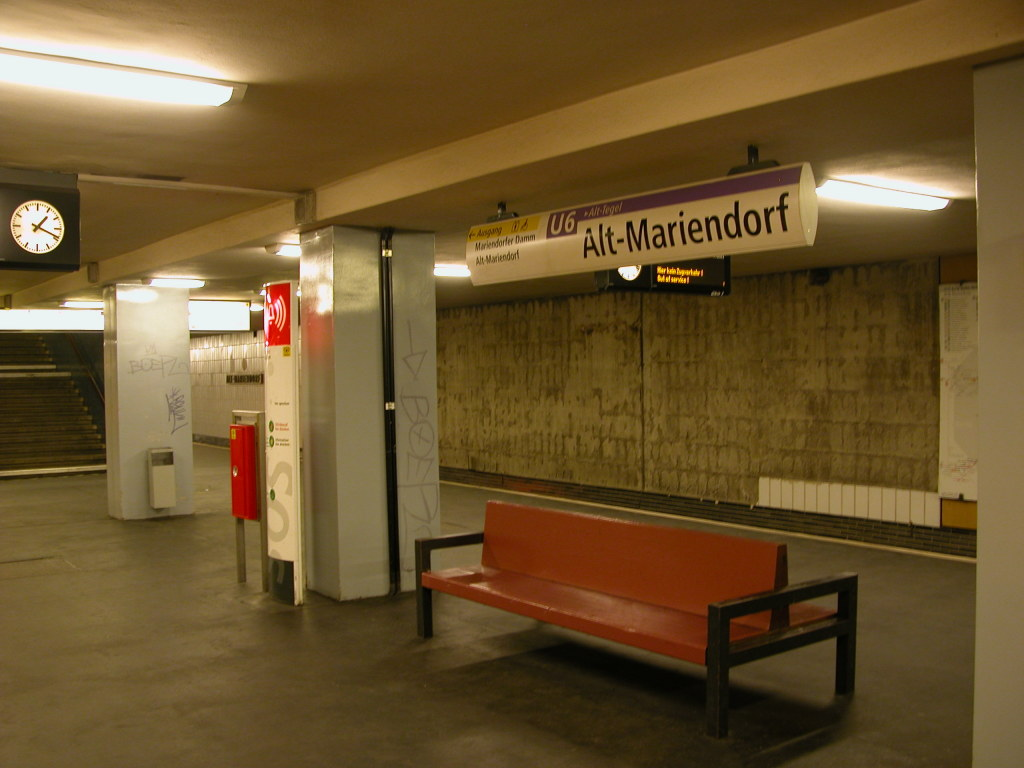
Vanwege slijtage van de tegels zijn de wanden van station Alt-Mariendorf gedeeltelijk kaal.

Het metrostation in Alt-Mariendorf werd ontworpen door Rainer Rümmler, die verantwoordelijk was voor vrijwel alle Berlijnse metrostations uit de periode 1965-1995. Vanwege zijn overstapfunctie kreeg het station een breder eilandperron dan gebruikelijk. De wanden langs de sporen zijn bekleed met grote witte tegels, die op enkele plaatsen ontbreken wegens slijtage. De zuilen op het perron hebben een bekleding van natuursteen, terwijl de trappenhuizen gesierd worden door rode en blauwe tegels. Het metrostation is tevens voorzien van een lift.

Ten zuiden van station Alt-Mariendorf bevindt zich een aantal keersporen, die een hoge treindichtheid op de lijn mogelijk maken.